# Missé

Missé este o comună în departamentul Deux-Sèvres, Franța. În 2009 avea o populație de 870 de locuitori.